# Coulommiers-la-Tour
Pour les articles homonymes, voir Coulommiers.
Coulommiers-la-Tour est une commune française située dans le département de Loir-et-Cher, en région Centre-Val de Loire.
Localisée au nord-ouest du département, la commune fait partie de la petite région agricole « la Beauce », une vaste étendue de cultures céréalières, oléagineuses (colza) et protéagineuses (pois, féverolle, lupin), avec également de la betterave sucrière, et de la pomme de terre.
L'occupation des sols est marquée par l'importance des espaces agricoles et naturels qui occupent la quasi-totalité du territoire communal. Un espace naturel d'intérêt est présent sur la commune : un site natura 2000.  En 2010, l'orientation technico-économique de l'agriculture sur la commune est la culture des céréales et des oléoprotéagineux. À l'instar du département qui a vu disparaître le quart de ses exploitations en dix ans, le nombre d'exploitations agricoles a fortement diminué, passant de 7 en 1988, à 15 en 2000, puis à 9 en 2010.
Le patrimoine architectural de la commune comprend un bâtiment porté à l'inventaire des monuments historiques : le domaine d'Huchigny.

## Géographie

### Localisation et communes limitrophes
La commune de Coulommiers-la-Tour se trouve au nord-ouest du département de Loir-et-Cher, dans la petite région agricole de la Beauce,. À vol d'oiseau, elle se situe à 25,7 km  de Blois, préfecture du département, à 5,7 km de Vendôme, sous-préfecture, et à 21,1 km de Montoire-sur-le-Loir, chef-lieu du canton de Montoire-sur-le-Loir dont dépend la commune depuis 2015. La commune fait en outre partie du bassin de vie de Vendôme.
Les communes les plus proches sont : 
Villetrun (1,6 km), Rocé (2,8 km), Faye (3,5 km), Areines (4,1 km), Meslay (4,5 km), Périgny (4,8 km), Sainte-Anne (4,9 km), Selommes (5 km) et Saint-Ouen (5,1 km).
Coulommiers-la-Tour est située à 6 km au sud-est-nord-ouest de Vendôme.
| Areines   | Meslay              | Rocé      |
| Vendôme   | Coulommiers-la-Tour | Villetrun |
| Crucheray | Périgny             | Selommes  |

### Lieux-dits et écarts
La commune compte 138 lieux-dits administratifs répertoriés consultables ici (source : le fichier Fantoir) dont :
- le Méteau
- le Petit Moulin
- la Roche
- la Touche
- la Touzerie
- la Vallée aux Fourches
- Huchigny
- Moulineuf
- Vaupéreuse
- Véteuil
- Villejumard

### Paysages et relief
Dans le cadre de la Convention européenne du paysage, adoptée le 20 octobre 2000 et entrée en vigueur en France le 1er juillet 2006, un atlas des paysages de Loir-et-Cher a été élaboré en 2010 par le CAUE de Loir-et-Cher, en collaboration avec la DIREN Centre (devenue DREAL en 2011), partenaire financier. Les paysages du département s'organisent ainsi en huit grands ensembles et 25 unités de paysage,. La commune fait partie de l'unité de paysage de « la Beauce ».
La fertile Beauce, qui couvre pas moins de six cent mille hectares, est un vaste plateau, essentiellement consacré aux grandes cultures (céréales, colza, betterave sucrière). En Loir-et-Cher, la Beauce s'avance jusqu'à Blois, bordée au nord par le Loir et au sud par la Loire, couvrant un septième du département. Ses paysages épurés et ouverts sur le ciel contrastent avec les vertes collines Percheronnes au nord et surtout avec les grandes forêts Solognotes au sud.
L'altitude du territoire communal varie de 87 mètres à 131 mètres,.

### Hydrographie

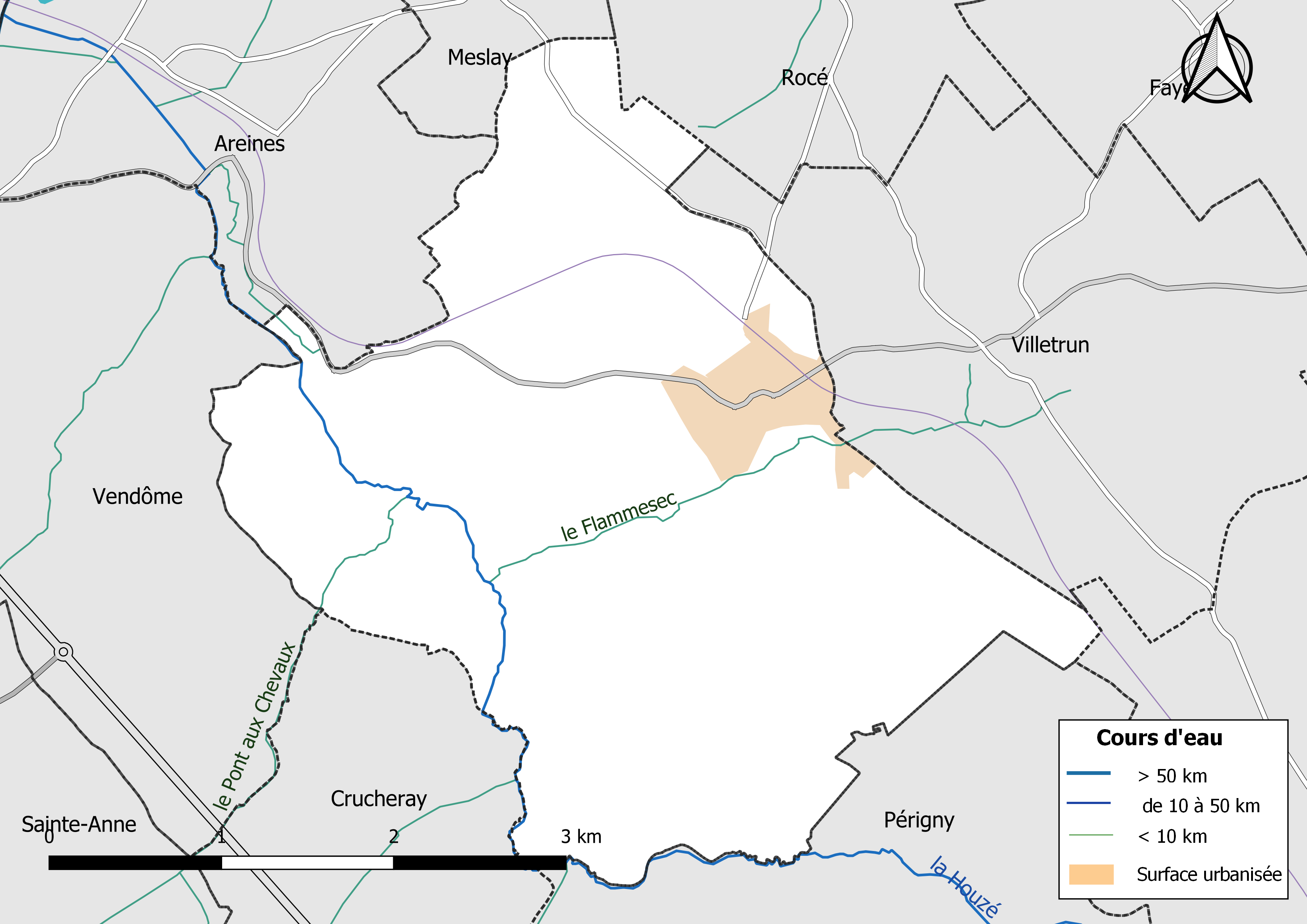
Réseau hydrographique de Coulommiers-la-Tour.

La commune est drainée par la Houzé (3,737 km), le Pont aux Chevaux, le Flammesec et par divers petits cours d'eau, constituant un réseau hydrographique de 7,44 km de longueur totale.
La Houzé traverse la commune en s'écoulant de l'est vers l'ouest. D'une longueur totale de 20,8 km, elle prend sa source dans la commune de Oucques la Nouvelle (Loir-et-Cher) et se jette  dans le Loir à Saint-Ouen (Loir-et-Cher), après avoir traversé 7 communes. 
Sur le plan piscicole, ce cours d'eau est classé en première catégorie, où le peuplement piscicole dominant est constitué de salmonidés (truite, omble chevalier, ombre commun, huchon).

### Climat
Pour des articles plus généraux, voir Climat du Centre-Val de Loire et Climat de Loir-et-Cher.
En 2010, le climat de la commune est de type climat océanique dégradé des plaines du Centre et du Nord, selon une étude du CNRS s'appuyant sur une série de données couvrant la période 1971-2000. En 2020, Météo-France publie une typologie des climats de la France métropolitaine dans laquelle la commune est exposée à un climat océanique altéré et est dans la région climatique Moyenne vallée de la Loire, caractérisée par une bonne insolation (1 850 h/an) et un été peu pluvieux.
Pour la période 1971-2000, la température annuelle moyenne est de 11,1 °C, avec une amplitude thermique annuelle de 15,1 °C. Le cumul annuel moyen de précipitations est de 660 mm, avec 10,9 jours de précipitations en janvier et 7,1 jours en juillet. Pour la période 1991-2020, la température moyenne annuelle observée sur la station météorologique de Météo-France la plus proche, « Blois », sur la commune de Villefrancœur à 11 km à vol d'oiseau, est de 11,8 °C et le cumul annuel moyen de précipitations est de 641,4 mm,. Pour l'avenir, les paramètres climatiques de la commune estimés pour 2050 selon différents scénarios d'émission de gaz à effet de serre sont consultables sur un site dédié publié par Météo-France en novembre 2022.

### Milieux naturels et biodiversité

#### Sites Natura 2000

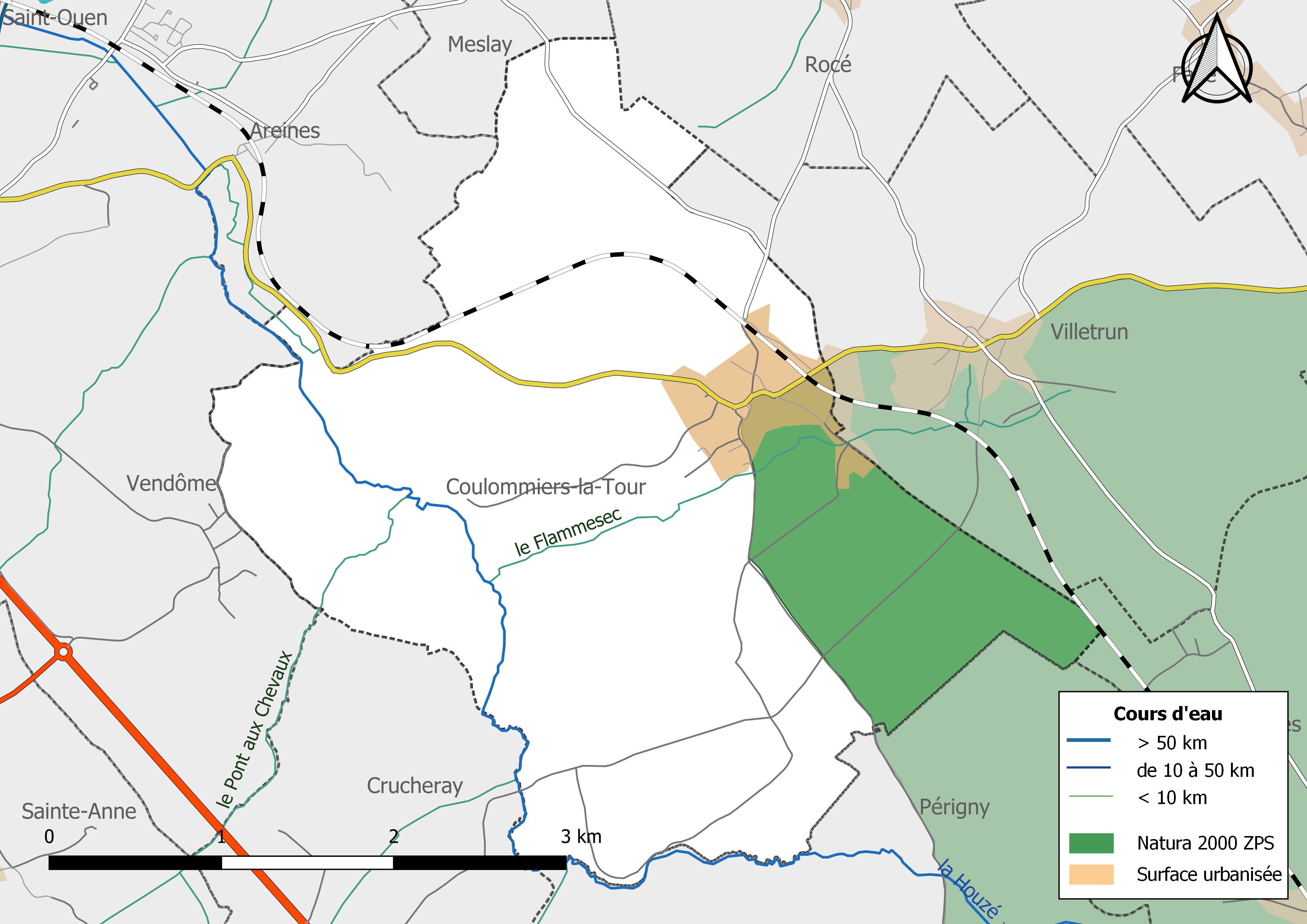
Une partie du territoire communal est incluse dans le site Natura 2000 la « Petite Beauce ».

Le réseau Natura 2000 est un réseau écologique européen de sites naturels d'intérêt écologique élaboré à partir des Directives « Habitats » et « Oiseaux ». Ce réseau est constitué de Zones spéciales de conservation (ZSC) et de Zones de protection spéciale (ZPS). Dans les zones de ce réseau, les États membres s'engagent à maintenir dans un état de conservation favorable les types d'habitats et d'espèces concernés, par le biais de mesures réglementaires, administratives ou contractuelles. L'objectif est de promouvoir une gestion adaptée des habitats tout en tenant compte des exigences économiques, sociales et culturelles, ainsi que des particularités régionales et locales de chaque État membre. Les activités humaines ne sont pas interdites, dès lors que celles-ci ne remettent pas en cause significativement l'état de conservation favorable des habitats et des espèces concernés. Une partie du territoire communal est incluse dans le site Natura 2000 : 
la « Petite Beauce », d'une superficie de 52 565 ha.

## Urbanisme

### Typologie
Au 1er janvier 2024, Coulommiers-la-Tour est catégorisée commune rurale à habitat dispersé, selon la nouvelle grille communale de densité à sept niveaux définie par l'Insee en 2022.
Elle est située hors unité urbaine. Par ailleurs la commune fait partie de l'aire d'attraction de Vendôme, dont elle est une commune de la couronne,. Cette aire, qui regroupe 57 communes, est catégorisée dans les aires de moins de 50 000 habitants,.

### Occupation des sols
L'occupation des sols est marquée par l'importance des espaces agricoles et naturels (96,8 %). La répartition détaillée ressortant de la base de données européenne d'occupation biophysique des sols Corine Land Cover millésimée 2012 est la suivante : 
terres arables (11,6 %), 
cultures permanentes (0,6 %), 
zones agricoles hétérogènes (15,4 %), 
prairies (3,5 %), 
forêts (65,2 %), 
milieux à végétation arbustive ou herbacée (0,7 %), 
zones urbanisées (1 %), 
espaces verts artificialisés non agricoles (0,5 %), 
zones industrielles et commerciales et réseaux de communication (1,7 %), 
eaux continentales (0,5 %).
Le territoire présente une identité forte autour de l'eau : le paysage est riche d'une diversité de points de vue liés aux vallées (Cisse et Loire), et d'ouvrages liés à l'eau. À l'échelle de l'unité géographique « Veuzain-sur-Loire / Chaumont-sur-Loire», qui regroupe sept communes, dont Rilly-sur-Loire, la consommation d'espaces agricoles et naturels pour répondre aux besoins de développement a été soutenue : 81 % des aménagements (logements, équipements, entreprises) ont été réalisés sur de nouveaux terrains, soit 112 hectares entre 2002 et 2015.

### Planification
La loi SRU du 13 décembre 2000 a incité fortement les communes à se regrouper au sein d'un établissement public, pour déterminer les partis d'aménagement de l'espace au sein d'un SCoT, un document essentiel d'orientation stratégique des politiques publiques à une grande échelle. La commune est dans le territoire du  SCOT des Territoires du Grand Vendômois, approuvé en 2006 et dont la révision a été prescrite en 2017, pour tenir compte de l'élargissement de périmètre,.
En matière de planification, la commune disposait en 2017 d'une carte communale approuvée. Par ailleurs, à la suite de la loi ALUR (loi pour l'accès au logement et un urbanisme rénové) de mars 2014, un plan local d'urbanisme intercommunal couvrant le territoire de la communauté d'agglomération Territoires Vendômois a été prescrit le 3 décembre 2015.

### Habitat et logement
Le tableau ci-dessous présente la typologie des logements à Coulommiers-la-Tour en 2016 en comparaison avec celle du Loir-et-Cher et de la France entière. Une caractéristique marquante du parc de logements est ainsi la faible proportion des résidences secondaires et logements occasionnels (3,7 %) par rapport au département (18 %) et à la France entière (9,6 %). Concernant le statut d'occupation de ces logements, 88,8 % des habitants de la commune sont propriétaires de leur logement (87,8 % en 2011), contre 68,1 % pour le Loir-et-Cher et 57,6 pour la France entière.
|                                                         | Coulommiers-la-Tour | Loir-et-Cher | France entière |
| ------------------------------------------------------- | ------------------- | ------------ | -------------- |
| Résidences principales (en %)                           | 88,5                | 74,5         | 82,3           |
| Résidences secondaires et logements occasionnels (en %) | 3,7                 | 18           | 9,6            |
| Logements vacants (en %)                                | 7,8                 | 7,5          | 8,1            |

### Risques majeurs
Le territoire communal de Coulommiers-la-Tour est vulnérable à différents aléas naturels : ), climatiques (hiver exceptionnel ou canicule), mouvements de terrains ou sismique (sismicité très faible)8 avril 20208 avril 2020
Il est également exposé à un risque technologique :  le transport de matières dangereuses,.

#### Risques naturels
Les mouvements de terrains susceptibles de se produire sur la commune sont liés au retrait-gonflement des argiles. Le phénomène de retrait-gonflement des argiles est la conséquence d'un changement d'humidité des sols argileux. Les argiles sont capables de fixer l'eau disponible mais aussi de la perdre en se rétractant en cas de sécheresse. Ce phénomène peut provoquer des dégâts très importants sur les constructions (fissures, déformations des ouvertures) pouvant rendre inhabitables certains locaux. La carte de zonage de cet aléa peut être consultée sur le site de l'observatoire national des risques naturels Georisques.

#### Risques technologiques
Le risque de transport de marchandises dangereuses sur la commune est lié à sa traversée par une canalisation de transport de gaz. Un accident se produisant sur une telle infrastructure est en effet susceptible d'avoir des effets graves au bâti ou aux personnes jusqu'à 350 m, selon la nature du matériau transporté. Des dispositions d'urbanisme peuvent être préconisées en conséquence.

## Toponymie
La seconde partie fait honneur à son patrimoine architectural du Moyen Âge, la tour de défense construite à l'époque des comtes.
C'est au début du XXe siècle que la commune adopta, pour se différencier de la commune homonyme d'où est originaire le fromage éponyme, le nom unique de Coulommiers-la-Tour, en vertu du décret du 17 novembre 1910.

## Histoire

### Révolution française et Empire

#### Nouvelle organisation territoriale
Le décret de l'Assemblée nationale du 12 novembre 1789 décrète qu'« il y aura une municipalité dans chaque ville, bourg, paroisse ou communauté de campagne », mais ce n'est qu'avec le décret de la Convention nationale du 10 brumaire an II (31 octobre 1793) que la paroisse de Coulommiers-la-Tour devient formellement « commune de Coulommiers-la-Tour »,.
En 1790, dans le cadre de la création des départements, la municipalité est rattachée au canton de Selommes et au district de Vendôme. Les cantons sont supprimés, en tant que découpage administratif, par une loi du 26 juin 1793, et ne conservent qu'un rôle électoral, permettant l'élection des électeurs du second degré chargés de désigner les députés,. La Constitution du 5 fructidor an III, appliquée à partir de vendémiaire an IV (1795) supprime les districts, considérés comme des rouages administratifs liés à la Terreur, mais maintient les cantons qui acquièrent dès lors plus d'importance en retrouvant une fonction administrative. Enfin, sous le Consulat, un redécoupage territorial visant à réduire le nombre de justices de paix ramène le nombre de cantons en Loir-et-Cher de 33 à 24. Coulommiers-la-Tour est alors rattachée au canton de Selommes et à l'arrondissement de Vendôme par arrêté du 5 vendémiaire an X (26 septembre 1801),,. Cette organisation va rester inchangée pendant près de 150 ans.

## Politique et administration

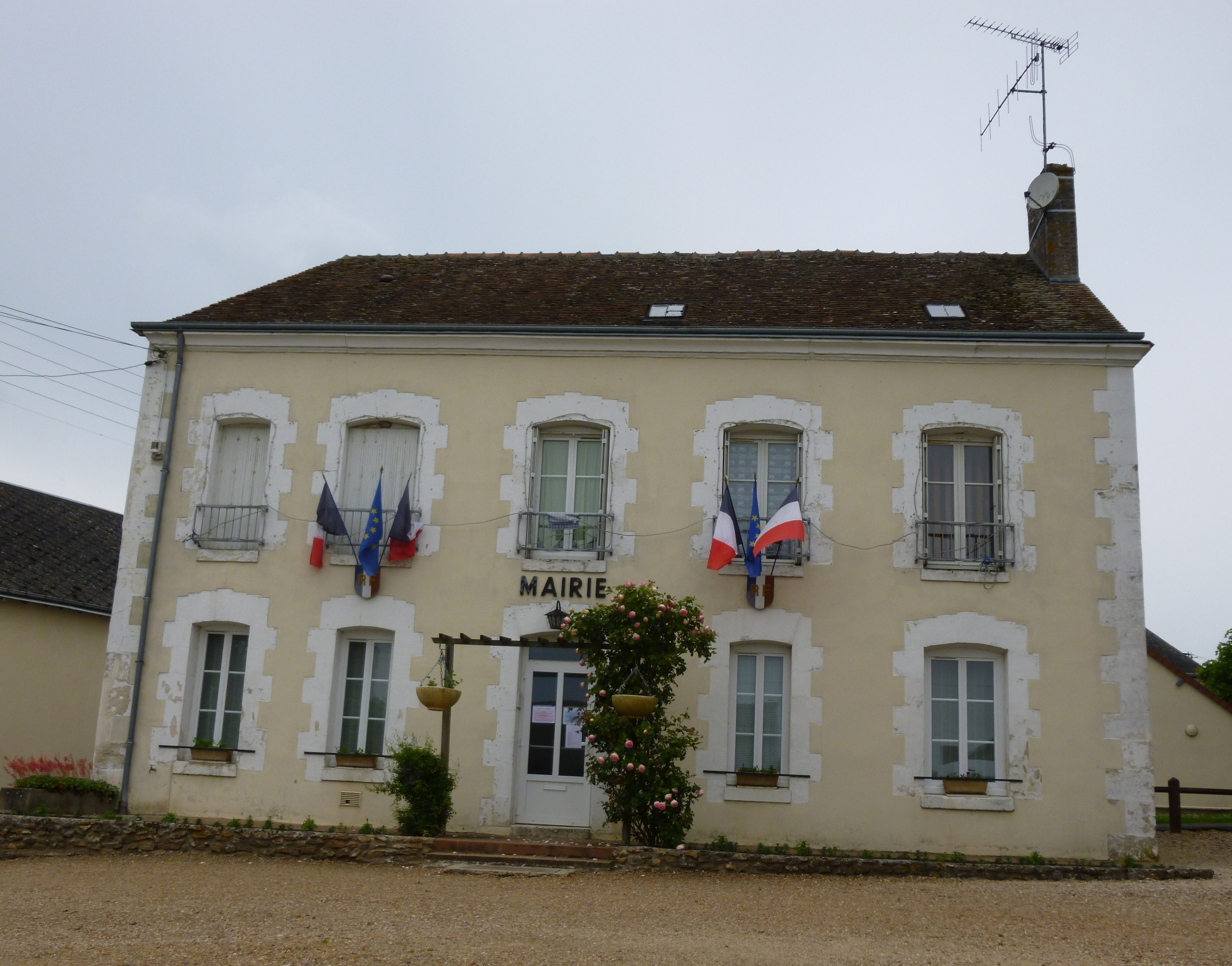
Mairie de Coulommiers-la-Tour.

### Découpage territorial
La commune de Coulommiers-la-Tour est membre de la communauté d'agglomération Territoires Vendômois, un établissement public de coopération intercommunale (EPCI) à fiscalité propre créé le 1er janvier 2017.
Elle est rattachée sur le plan administratif à l'arrondissement de Vendôme, au département de Loir-et-Cher et à la région Centre-Val de Loire, en tant que circonscriptions administratives. Sur le plan électoral, elle est rattachée au canton de Montoire-sur-le-Loir depuis 2015 pour l'élection des conseillers départementaux et à la troisième circonscription de Loir-et-Cher pour les élections législatives.

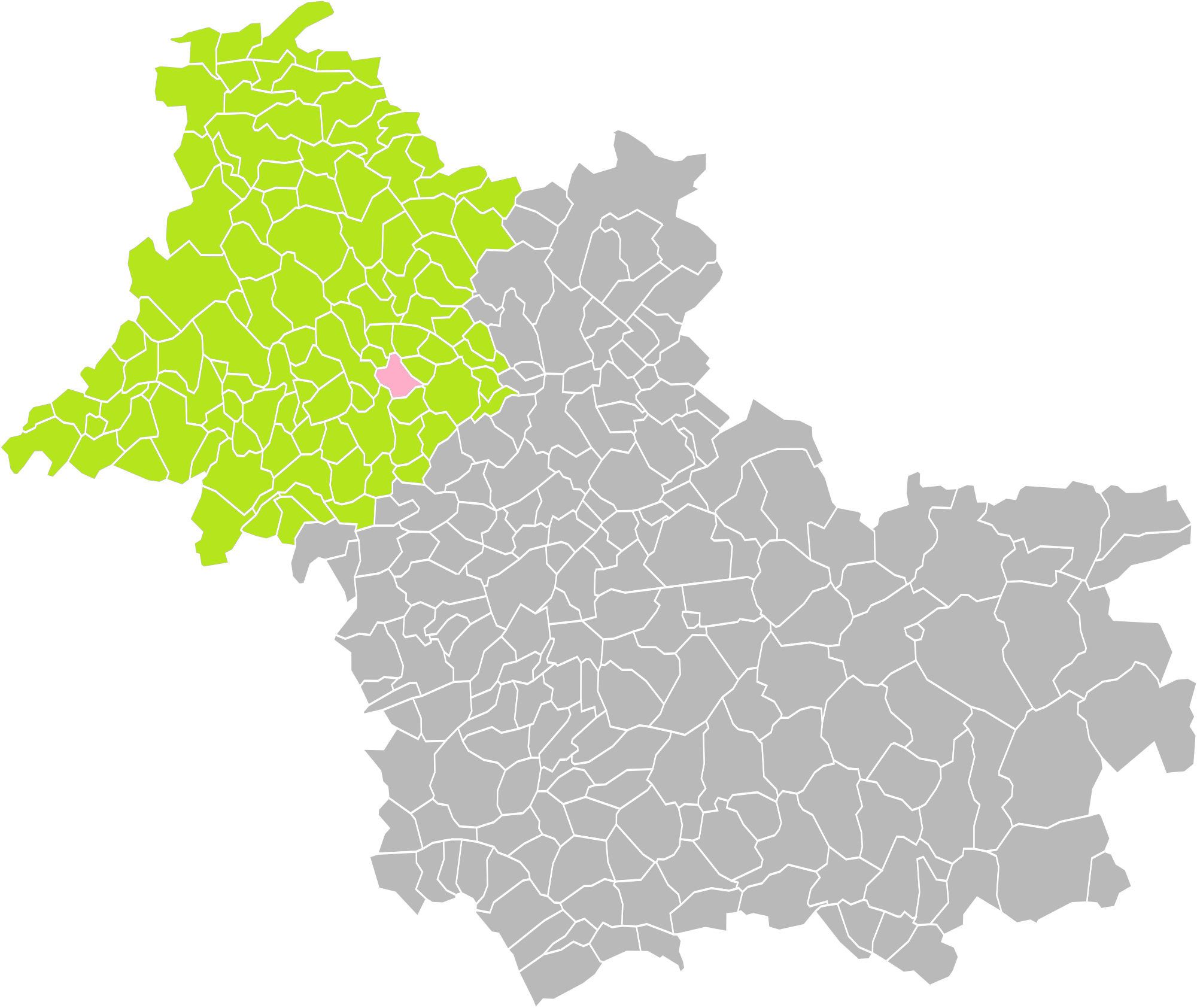
Coulommiers-la-Tour dans l'arrondissement de Vendôme en 2016.
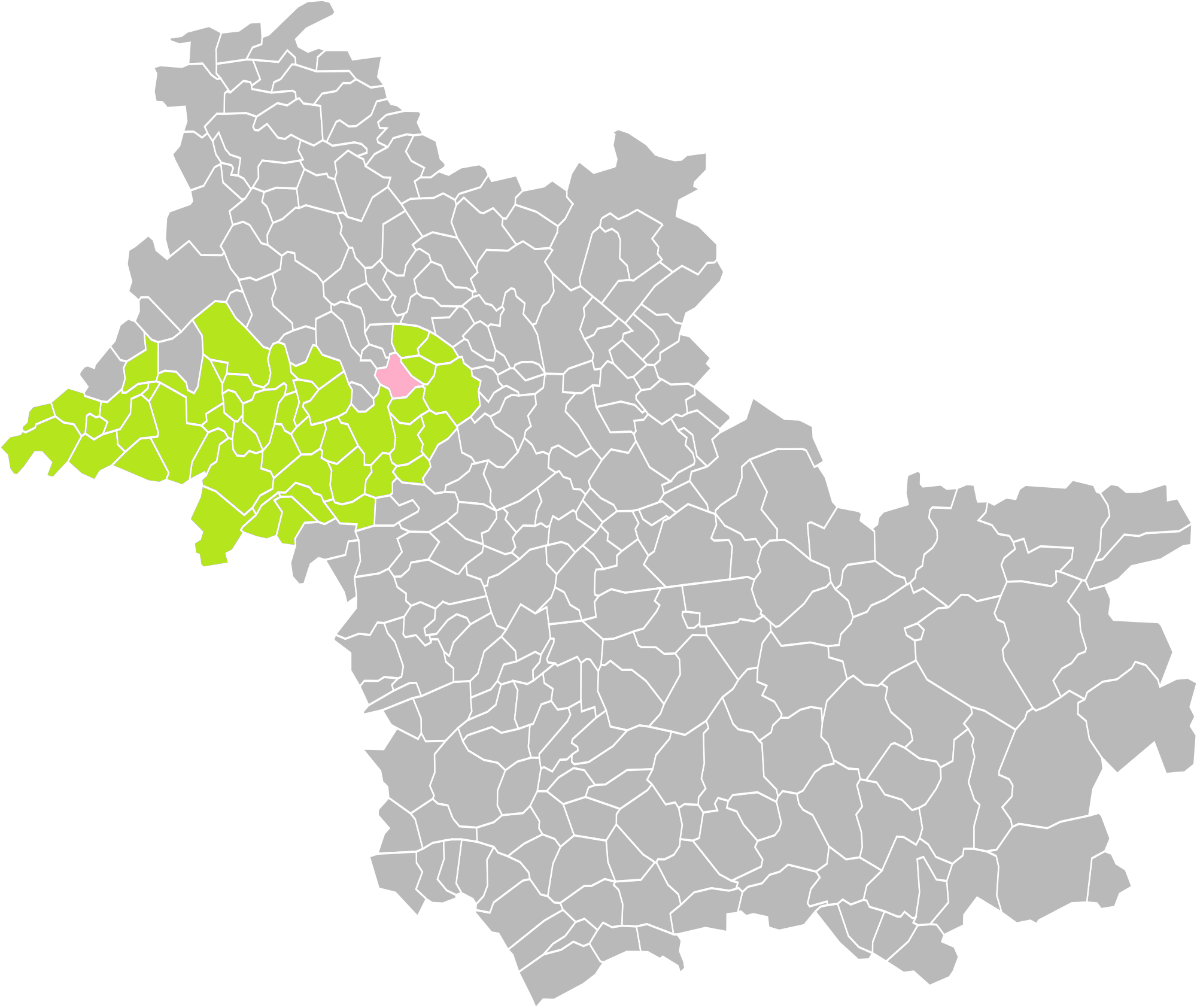
Coulommiers-la-Tour dans le canton de Montoire-sur-le-Loir en 2016.

### Politique et administration municipale

#### Conseil municipal et maire
Le conseil municipal de Coulommiers-la-Tour, commune de moins de 1 000 habitants, est élu au scrutin majoritaire plurinominal avec listes ouvertes et panachage. Compte tenu de la population communale, le nombre de sièges au conseil municipal est de 15. Le maire, à la fois agent de l'État et exécutif de la commune en tant que collectivité territoriale, est élu par le conseil municipal au scrutin secret lors de la première réunion du conseil suivant les élections municipales, pour un mandat de six ans, c'est-à-dire pour la durée du mandat du conseil.
| Période                                  | Période  | Identité               | Étiquette | Qualité                       |
| ---------------------------------------- | -------- | ---------------------- | --------- | ----------------------------- |
| mars 2001                                |          | Albert Jacques Esnault | -         | Maire                         |
| mars 2014                                | En cours | Alain Souvrain,        |           | Cadre de la fonction publique |
| Les données manquantes sont à compléter. |          |                        |           |                               |

## Équipements et services

### Eau et assainissement
L'organisation de la distribution de l'eau potable, de la collecte et du traitement des eaux usées et pluviales relève des communes. La compétence eau et assainissement des communes est un service public industriel et commercial (SPIC).

#### Alimentation en eau potable
Le service d'eau potable comporte trois grandes étapes : le captage, la potabilisation et la distribution d'une eau potable conforme aux normes de qualité fixées pour protéger la santé humaine. En 2019, la commune est membre du syndicat intercommunal d'adduction d'eau potable de Villetrun qui assure le service en régie.

#### Assainissement des eaux usées
En 2019, la commune de Coulommiers-la-Tour gère le service d'assainissement collectif en régie directe, c'est-à-dire avec ses propres personnels, avec le statut de régie à autonomie financière.
Deux stations de traitement des eaux usées sont en service au 1er janvier 2019 sur le territoire communal : 
- « L'Arche », un équipement utilisant la technique du lagunage naturel, dont la capacité est de 430 EH, mis en service le 1er juin 1989[65] ;
- « Villejumard », un équipement utilisant la technique des filtres plantés, dont la capacité est de 50 EH, mis en service le 1er janvier 2007[66].

L'assainissement non collectif (ANC) désigne les installations individuelles de traitement des eaux domestiques qui ne sont pas desservies par un réseau public de collecte des eaux usées et qui doivent en conséquence traiter elles-mêmes leurs eaux usées avant de les rejeter dans le milieu naturel. La communauté d'agglomération Territoires Vendômois assure pour le compte de la commune le service public d'assainissement non collectif (SPANC), qui a pour mission de vérifier la bonne exécution des travaux de réalisation et de réhabilitation, ainsi que le bon fonctionnement et l'entretien des installations.

### Sécurité, justice et secours
La sécurité de la commune est assurée par la brigade de gendarmerie de Selommes qui dépend du groupement de gendarmerie départementale de Loir-et-Cher installé à Blois.
En matière de justice, Coulommiers-la-Tour relève du conseil de prud'hommes de Blois, de la Cour d'appel d'Orléans (juridiction de Blois), de la Cour d'assises de Loir-et-Cher, du tribunal administratif de Blois, du tribunal de commerce de Blois et du tribunal judiciaire de Blois.

## Population et société

### Démographie

#### Évolution démographique
L'évolution du nombre d'habitants est connue à travers les recensements de la population effectués dans la commune depuis 1793. Pour les communes de moins de 10 000 habitants, une enquête de recensement portant sur toute la population est réalisée tous les cinq ans, les populations de référence des années intermédiaires étant quant à elles estimées par interpolation ou extrapolation. Pour la commune, le premier recensement exhaustif entrant dans le cadre du nouveau dispositif a été réalisé en 2007.

En 2022, la commune comptait 575 habitants, en évolution de +5,12 % par rapport à 2016 (Loir-et-Cher : −1,15 %, France hors Mayotte : +2,11 %).
| 1793 | 1800 | 1806 | 1821 | 1831 | 1836 | 1841 | 1846 | 1851 |
| ---- | ---- | ---- | ---- | ---- | ---- | ---- | ---- | ---- |
| 302  | 266  | 351  | 375  | 367  | 354  | 361  | 405  | 403  |

| 1856 | 1861 | 1866 | 1872 | 1876 | 1881 | 1886 | 1891 | 1896 |
| ---- | ---- | ---- | ---- | ---- | ---- | ---- | ---- | ---- |
| 421  | 398  | 411  | 406  | 400  | 448  | 439  | 431  | 438  |

| 1901 | 1906 | 1911 | 1921 | 1926 | 1931 | 1936 | 1946 | 1954 |
| ---- | ---- | ---- | ---- | ---- | ---- | ---- | ---- | ---- |
| 441  | 416  | 393  | 356  | 343  | 351  | 340  | 374  | 375  |

| 1962 | 1968 | 1975 | 1982 | 1990 | 1999 | 2006 | 2007 | 2012 |
| ---- | ---- | ---- | ---- | ---- | ---- | ---- | ---- | ---- |
| 351  | 333  | 329  | 440  | 455  | 476  | 516  | 522  | 510  |

| 2017 | 2022 | - | - | - | - | - | - | - |
| ---- | ---- | - | - | - | - | - | - | - |
| 557  | 575  | - | - | - | - | - | - | - |

#### Pyramide des âges
La population de la commune est relativement jeune.
En 2018, le taux de personnes d'un âge inférieur à 30 ans s'élève à 31,9 %, soit au-dessus de la moyenne départementale (31,3 %). À l'inverse, le taux de personnes d'âge supérieur à 60 ans est de 25,7 % la même année, alors qu'il est de 31,6 % au niveau départemental.
En 2018, la commune comptait 282 hommes pour 277 femmes, soit un taux de 50,45 % d'hommes, légèrement supérieur au taux départemental (48,55 %).
Les pyramides des âges de la commune et du département s'établissent comme suit.
| Hommes | Classe d’âge | Femmes |
| ------ | ------------ | ------ |
| 1,1    | 90 ou +      | 1,5    |
| 6,8    | 75-89 ans    | 8,4    |
| 17,8   | 60-74 ans    | 16,0   |
| 23,1   | 45-59 ans    | 25,7   |
| 18,8   | 30-44 ans    | 17,0   |
| 13,5   | 15-29 ans    | 10,1   |
| 18,8   | 0-14 ans     | 21,3   |

| Hommes | Classe d’âge | Femmes |
| ------ | ------------ | ------ |
| 1,1    | 90 ou +      | 2,6    |
| 9,2    | 75-89 ans    | 11,9   |
| 19,7   | 60-74 ans    | 20,4   |
| 20,7   | 45-59 ans    | 20     |
| 16,5   | 30-44 ans    | 16,2   |
| 15,2   | 15-29 ans    | 13,2   |
| 17,6   | 0-14 ans     | 15,7   |

## Économie

### Secteurs d'activité
Le tableau ci-dessous détaille le nombre d'entreprises implantées à Coulommiers-la-Tour selon leur secteur d'activité et le nombre de leurs salariés :
|                                                              | total | % com (% dep) | 0 salarié | 1 à 9 salarié(s) | 10 à 19 salariés | 20 à 49 salariés | 50 salariés ou plus |
| ------------------------------------------------------------ | ----- | ------------- | --------- | ---------------- | ---------------- | ---------------- | ------------------- |
| Ensemble                                                     | 35    | 100,0 (100)   | 24        | 11               | 0                | 0                | 0                   |
| Agriculture, sylviculture et pêche                           | 11    | 31,4 (11,8)   | 9         | 2                | 0                | 0                | 0                   |
| Industrie                                                    | 1     | 2,9 (6,5)     | 0         | 1                | 0                | 0                | 0                   |
| Construction                                                 | 6     | 17,1 (10,3)   | 3         | 3                | 0                | 0                | 0                   |
| Commerce, transports, services divers                        | 12    | 34,3 (57,9)   | 10        | 2                | 0                | 0                | 0                   |
| dont commerce et réparation automobile                       | 7     | 20,0 (17,5)   | 5         | 2                | 0                | 0                | 0                   |
| Administration publique, enseignement, santé, action sociale | 5     | 14,3 (13,5)   | 2         | 3                | 0                | 0                | 0                   |
| Champ : ensemble des activités.                              |       |               |           |                  |                  |                  |                     |

Le secteur du commerce, transports et services divers est prépondérant sur la commune (12 entreprises sur 35) néanmoins le secteur agricole reste important puisqu'en proportions (31,4 %), il est plus important qu'au niveau départemental (11,8 %). 
Sur les 35 entreprises implantées à Coulommiers-la-Tour en 2016, 24 ne font appel à aucun salarié et 11 comptent 1 à 9 salariés.
Au 1er juillet 2017, la commune est classée en zone de revitalisation rurale (ZRR), un dispositif visant à aider le développement des territoires ruraux principalement à travers des mesures fiscales et sociales. Des mesures spécifiques en faveur du développement économique s'y appliquent également.

### Agriculture
En 2010, l'orientation technico-économique de l'agriculture sur la commune est la culture de céréales et d'oléoprotéagineux (COP). Le département a perdu près d'un quart de ses exploitations en 10 ans, entre 2000 et 2010 (c'est le département de la région Centre-Val de Loire qui en compte le moins). Cette tendance se retrouve également au niveau de la commune où le nombre d'exploitations est passé de 23 en 1988 à 15 en 2000 puis à 9 en 2010. Parallèlement, la taille de ces exploitations augmente, passant de 36 ha en 1988 à 90 ha en 2010. 
Le tableau ci-dessous présente les principales caractéristiques des exploitations agricoles de Coulommiers-la-Tour, observées sur une période de 22 ans : 
|                                      | 1988                 | 2000                 | 2010                 |
| Dimension économique                 | Dimension économique | Dimension économique | Dimension économique |
| ------------------------------------ | -------------------- | -------------------- | -------------------- |
| Nombre d'exploitations (u)           | 23                   | 15                   | 9                    |
| Travail (UTA)                        | 25                   | 13                   | 10                   |
| Surface agricole utilisée (ha)       | 823                  | 809                  | 810                  |
| Cultures                             |                      |                      |                      |
| Terres labourables (ha)              | 761                  | 746                  | 773                  |
| Céréales (ha)                        | 573                  | 506                  | 516                  |
| dont blé tendre (ha)                 | 303                  | 274                  | 255                  |
| dont maïs-grain et maïs-semence (ha) | 85                   | s                    | 12                   |
| Tournesol (ha)                       | 110                  | 63                   | s                    |
| Colza et navette (ha)                | 51                   | s                    | s                    |
| Élevage                              |                      |                      |                      |
| Cheptel (UGBTA)                      | 392                  | 155                  | 171                  |

#### Produits labellisés
Le territoire de la commune est intégré aux aires de productions de divers produits bénéficiant d'une indication géographique protégée (IGP) : le vin Val-de-loire, les volailles de l’Orléanais et les volailles du Maine,.

## Culture locale et patrimoine

### Voies
| 57 odonymes recensés à Coulommiers-la-Tour au 2 février 2014 | 57 odonymes recensés à Coulommiers-la-Tour au 2 février 2014 | 57 odonymes recensés à Coulommiers-la-Tour au 2 février 2014 | 57 odonymes recensés à Coulommiers-la-Tour au 2 février 2014 | 57 odonymes recensés à Coulommiers-la-Tour au 2 février 2014 | 57 odonymes recensés à Coulommiers-la-Tour au 2 février 2014 | 57 odonymes recensés à Coulommiers-la-Tour au 2 février 2014 | 57 odonymes recensés à Coulommiers-la-Tour au 2 février 2014 | 57 odonymes recensés à Coulommiers-la-Tour au 2 février 2014 | 57 odonymes recensés à Coulommiers-la-Tour au 2 février 2014 | 57 odonymes recensés à Coulommiers-la-Tour au 2 février 2014 | 57 odonymes recensés à Coulommiers-la-Tour au 2 février 2014 | 57 odonymes recensés à Coulommiers-la-Tour au 2 février 2014 | 57 odonymes recensés à Coulommiers-la-Tour au 2 février 2014 | 57 odonymes recensés à Coulommiers-la-Tour au 2 février 2014 | 57 odonymes recensés à Coulommiers-la-Tour au 2 février 2014 |
| Allée                                                        | Avenue                                                       | Bld                                                          | Chemin                                                       | Clos                                                         | Impasse                                                      | Montée                                                       | Passage                                                      | Place                                                        | Pont                                                         | Route                                                        | Rue                                                          | Ruelle                                                       | Sentier                                                      | Autres                                                       | Total                                                        |
| ------------------------------------------------------------ | ------------------------------------------------------------ | ------------------------------------------------------------ | ------------------------------------------------------------ | ------------------------------------------------------------ | ------------------------------------------------------------ | ------------------------------------------------------------ | ------------------------------------------------------------ | ------------------------------------------------------------ | ------------------------------------------------------------ | ------------------------------------------------------------ | ------------------------------------------------------------ | ------------------------------------------------------------ | ------------------------------------------------------------ | ------------------------------------------------------------ | ------------------------------------------------------------ |
| 1                                                            | 1                                                            | 0                                                            | 4                                                            | 0                                                            | 3                                                            | 0                                                            | 1                                                            | 1                                                            | 0                                                            | 1                                                            | 9                                                            | 1                                                            | 0                                                            | 35                                                           | 57                                                           |
| Notes « N »                                                  | Notes « N »                                                  | 1. 2. 3. 4. 5. 6. 7. 8. 9.                                   | 1. 2. 3. 4. 5. 6. 7. 8. 9.                                   | 1. 2. 3. 4. 5. 6. 7. 8. 9.                                   | 1. 2. 3. 4. 5. 6. 7. 8. 9.                                   | 1. 2. 3. 4. 5. 6. 7. 8. 9.                                   | 1. 2. 3. 4. 5. 6. 7. 8. 9.                                   | 1. 2. 3. 4. 5. 6. 7. 8. 9.                                   | 1. 2. 3. 4. 5. 6. 7. 8. 9.                                   | 1. 2. 3. 4. 5. 6. 7. 8. 9.                                   | 1. 2. 3. 4. 5. 6. 7. 8. 9.                                   | 1. 2. 3. 4. 5. 6. 7. 8. 9.                                   | 1. 2. 3. 4. 5. 6. 7. 8. 9.                                   | 1. 2. 3. 4. 5. 6. 7. 8. 9.                                   | 1. 2. 3. 4. 5. 6. 7. 8. 9.                                   |
| Sources : rue-ville.info & OpenStreetMap                     |                                                              |                                                              |                                                              |                                                              |                                                              |                                                              |                                                              |                                                              |                                                              |                                                              |                                                              |                                                              |                                                              |                                                              |                                                              |

### Lieux et monuments
- L'église Saint-Jean-Baptiste, du XIIIe siècle[88].
- La tour.
- Le Domaine d'Huchigny, manoir médiéval mentionné en 1268, dont plusieurs bâtiments médiévaux subsistent. Le site connaît ensuite une ultime phase de construction aux XVIIIe – XIXe siècles. Le site est en partie protégé par une inscription à l'inventaire des Monuments Historiques depuis 2010[89].

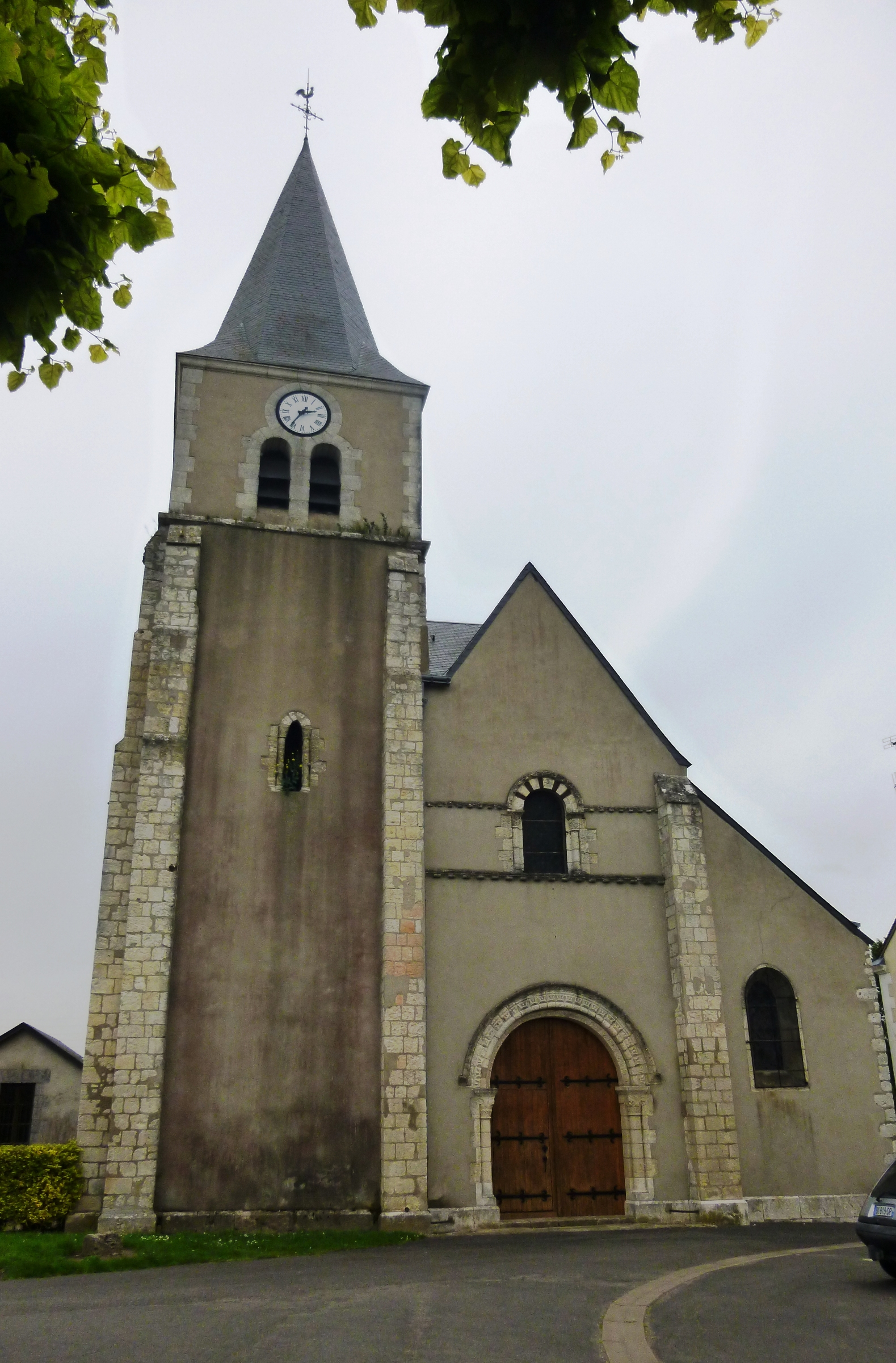
Église de Coulommiers-la-Tour.
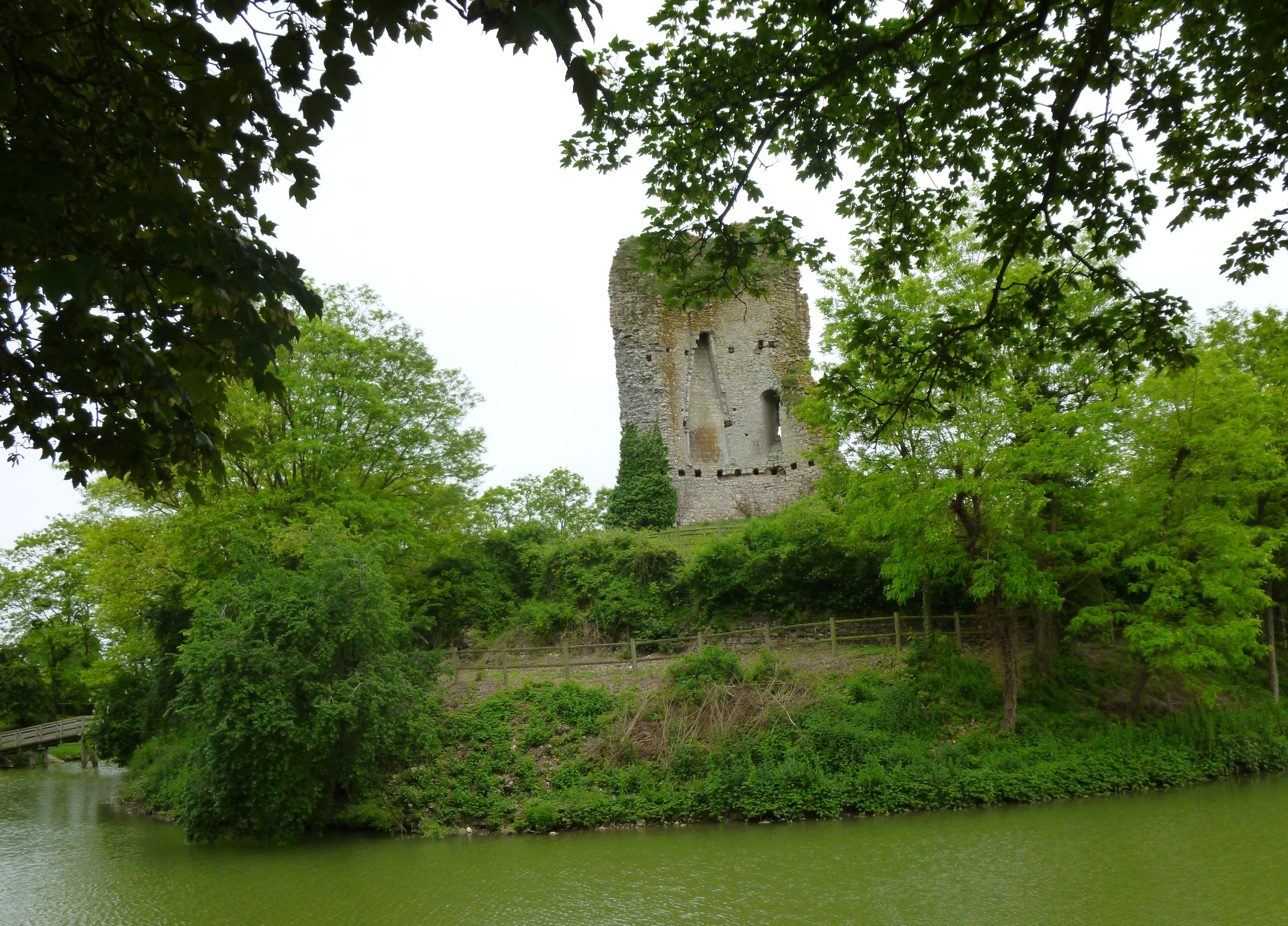
La tour de Coulommiers-la-Tour.

### Héraldique
|  | Les armoiries de Coulommiers-la-Tour se blasonnent ainsi : D'azur au château d'argent maçonné de sable, ouvert et ajouré du champ. |